# Jack Herer
Jack Herer (18. června 1939, New York City, USA – 15. dubna 2010, Eugene, Oregon) byl americký politický aktivista a autor knihy The Emperor Wears No clothes, knihy, která byla použita v úsilí o legalizaci konopí.

## Život
Tento americký politik za svůj život napsal dvě knihy zabývající se problematikou legalizace marihuany: G.R.A.S.S. Great Revolutionary American Standard System (Tráva) (1973) a Spiknutí proti konopí aneb Císař nemá šaty (1985), dále pak založil organizaci HEMP (Help End Marijuana Prohibition).
Dvakrát kandidoval na prezidenta USA - v roce 1988 a 1992 jako kandidát strany Grassroots party.
V červnu roku 2000 utrpěl Herer srdeční záchvaty, které mu přivodily obtíže s řečí a pohyblivostí pravé strany těla. Posléze se zotavil a v květnu 2004 prohlásil, že „tajemstvím, stojícím za jeho uzdravením, byla psychoaktivní houba muchomůrka červená".
Dne 12. září 2009 se objevilo na komunitních serverech Twitter, Facebook a dalších médiích, že Herer utrpěl další srdeční záchvat při účasti na Hempstalk Festival v Portlandu v americkém státě Oregon. Nepotvrdily se informace, že zemřel, ale strávil déle než měsíc v kritickém stavu v portlandské nemocnici, včetně několika dnů v kómatu.
Po srdeční atace Jack Herer bojoval s těžkým zdravotním stavem a dne 15. dubna 2010 zemřel..

## Kniha „Císař nemá šaty"
Císař nemá šaty, The Emperor Wears No clothes je kniha, která byla použita v úsilí o legalizaci konopí. V roce 1973 začal Herer na radu svého přítele Ed Adaira, zvaného „Captain" sbírat informace o konopí a jeho využití . V roce 1985, po 12 letech, byly tyto informace publikovány v knize Císař nemá šaty.
Kniha, podporovaná H.E.M.P. (Spojené státy americké|USA), Hanf Hausem (Německo), Sensi Seeds/Hash Marijuana Museum (Holandsko), and T.H.C., the Texas Hemp Campaign (USA),nabízí 100 000 dolarů každému, kdo je schopen vyvrátit prohlášení v ní obsažená.
Citace ze zadní strany obalu:
Jestliže všechna fosilní paliva a jejich deriváty, stejně jako stromy pro papír a stavebnictví budou zakázány, aby se země zachránila, odvrátil se skleníkový efekt a zastavil úbytek lesů, je jediný známý přírodní zdroj, který je schopný poskytnout náhradu světového papíru a textilu, šetřit průmyslovou i domácí energii, zároveň snížit znečištění, obnovit půdu a vyčistit atmosféru - a touto látkou je – stejně jako byla dříve -- konopí!
Název knihy je odvozen od povídky Hans Christian Andersena „Císařovy nové šaty", v angličtině The Emperor's New Clothes. Autor užil povídku jako alegorii na současný problém prohibice marihuany.

## Názory a myšlenky
Herer se domníval, že konopí by mělo být dekriminalizováno, protože je dokázáno, že je obnovitelným zdrojem paliva, jídla a léků, a může být v podstatě pěstováno v jakékoliv části světa. Byl také přesvědčen, že vláda USA záměrně skrývá důkazy o možnostech využití této rostliny.

## Citáty (v anglickém originále)
The only dead bodies from marijuana are in the prisons and at the hands of the police. This is ridiculous.
But you can count the dead bodies from alcohol, tobacco, and legal pharmaceuticals by the millions.
Many artists and writers have used cannabis for creative stimulation - from the writers of the world's religious masterpieces to our most irreverent satirists.
Growing hemp as nature designed it is vital to our urgent need to reduce greenhouse gases and ensure the survival of our planet.

## Zajímavosti
Jack Herer (někdy Jack Herrer) je také označení odrůdy marihuany s vysokým obsahem THC. Tento speciální druh byl po Jacku Hererovi pojmenován za úsilí, které vyvinul v oblasti poznání marihuany. Jako kvalitní druh získal několik cen, včetně "The 7th High Times Cannabis Cup". Jack Herer byl za přínos své první knihy uveden také do Counterculture Hall of Fame na 16th Cannabis Cup.